# Les Sœurs Rondoli (recueil)
Pour la nouvelle, voir Les Sœurs Rondoli.
Les Sœurs Rondoli est un recueil de nouvelles de Guy de Maupassant publié en  1884 chez l'éditeur Paul Ollendorff.

## Historique
La plupart des contes ont fait l'objet d'une publication antérieure dans des journaux comme Le Gaulois ou Gil Blas, parfois sous le pseudonyme de Maufrigneuse.

## Nouvelles
Le recueil est composé des quinze nouvelles suivantes :
- Les Sœurs Rondoli (1884)
- La Patronne (1884)
- Le Petit Fût (1884)
- Lui ? (1883)
- Mon oncle Sosthène (1883)
- Le Mal d'André (1883)
- Le Pain maudit (1883)
- Le Cas de Mme Luneau (1883)
- Un sage (1883)
- Le Parapluie (1884)
- Le Verrou (1883)
- Rencontre (1884)
- Suicides (2e version, 1883)
- Décoré ! (1883)
- Châli (1884)